# Samuel Puente Delso
Samuel Puente Delso (Madrid, 26 de julio de 1956) es un ex-jugador y entrenador español de baloncesto. Fue jugador del Real Madrid entre las temporadas 1975 y 1978, y del Fórum Valladolid entre 1977 y 1989. Posteriormente entrenó al equipo vallisoletano durante 1993 y 1994 en Liga ACB, en 1997 pasaría a formar parte de la directiva del club. Se le considera uno de los «históricos» del equipo de baloncesto de Valladolid. Jugaba en la posición de alero y su altura era de 1,97 m.

## Trayectoria
A continuación se detallan sus participaciones en las diferentes competiciones, tanto nacionales como internacionales.

### Como jugador

#### Liga nacional
| Equipo                      | Competición | Temporada |
| --------------------------- | ----------- | --------- |
| Real Madrid                 | Liga ACB    | 1975      |
| Valladolid CB               | Liga ACB    | 1975-1977 |
| Real Madrid                 | Liga ACB    | 1977-1978 |
| Miñón Valladolid            | Liga ACB    | 1979-1983 |
| Fórum Filatélico Valladolid | Liga ACB    | 1984-1989 |

#### Copa nacional
| Equipo                      | Competición  | Temporada |
| --------------------------- | ------------ | --------- |
| Real Madrid                 | Copa del Rey | 1975      |
| Valladolid CB               | Copa del Rey | 1977      |
| Real Madrid                 | Copa del Rey | 1978      |
| Miñón Valladolid            | Copa del Rey | 1980-1983 |
| Fórum Filatélico Valladolid | Copa del Rey | 1985      |
| Fórum Filatélico Valladolid | Copa del Rey | 1988-1989 |

#### Competiciones europeas
| Equipo           | Competición | Temporada |
| ---------------- | ----------- | --------- |
| Real Madrid      | Euroliga    | 1975      |
| Real Madrid      | Euroliga    | 1978      |
| Miñon Valladolid | Copa Korac  | 1980      |
| Miñon Valladolid | Copa Korac  | 1982-1983 |

#### Competiciones intercontinentales
| Equipo      | Competición                  | Temporada |
| ----------- | ---------------------------- | --------- |
| Real Madrid | Campeonato Mundial de Clubes | 1975      |
| Real Madrid | Campeonato Mundial de Clubes | 1978      |

### Como entrenador

#### Competiciones nacionales
| Equipo                      | Competición | Temporada |
| --------------------------- | ----------- | --------- |
| Grupo Libro Valladolid      | Liga ACB    | 1993      |
| Fórum Filatélico Valladolid | Liga ACB    | 1994      |

#### Competiciones internacionales
| Equipo                 | Competición | Temporada |
| ---------------------- | ----------- | --------- |
| Grupo Libro Valladolid | Copa Korac  | 1993      |

## Logros y reconocimientos
- 1 Liga española:  (1975).
- 1 Copa de baloncesto: (1975).
- 1 Copa de Europa: (1978).
- 1 Copa Intercontinental: (1978).